# اردوگاه احمدآباد
اردوگاه احمدآباد (به انگلیسی: Ahmedabad Cantonment) یک منطقهٔ مسکونی در هند است که در گجرات واقع شده‌است.

## خصوصیات
اردوگاه احمدآباد ۱۴٬۷۱۳ نفر جمعیت دارد.